# Patric Eghammer
Patric Eghammer, född 21 april 1969 i Olofström, Blekinge, är en svensk författare, lärare och musiker.
Eghammer gick ut musiklärarlinjen på Musikhögskolan i Malmö 1992 och tog filosofie magisterexamen med litteraturvetenskap som huvudämne vid Lunds universitet 2003. Han studerade skönlitterärt skrivande vid Linnéuniversitetet och på Nordiska folkhögskolan i Kungälv. Han debuterade 2009 med romanen Lennon i Holjekroken, som utspelar sig i bruksorten Olofström i Blekinge. 
Patric Eghammer arbetar även som svensklärare och frilansande gitarrist.
På CD:n Still Beating medverkar även Musik i Blekinges ensemble Unit, pianisten och kompositören Niklas Bjarnehäll samt sångerskan Ida Seve. Skivan innehåller Eghammers egna kompositioner samt inläsningar av textutdrag ur hans skönlitterära verk. Inläsningarna är gjorda av Sara Höglind och Oscar Askelöf.  